# Susanne von Almassy

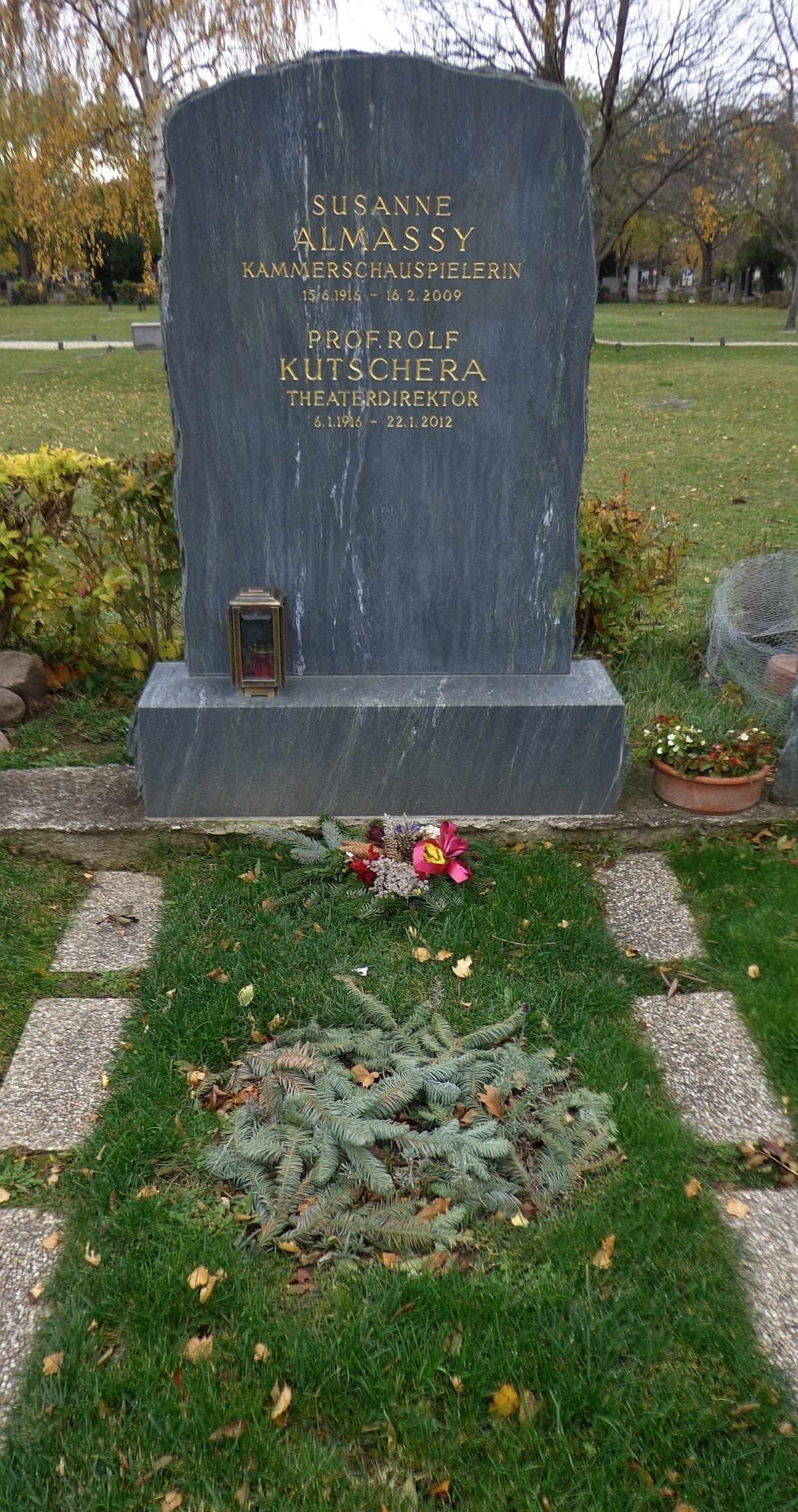
Wiener Zentralfriedhof – ehrenhalber gewidmetes Grab von Susanne Almassy und Rolf Kutschera

Susanne von Almassy, auch Susanne Almassy und Suzanne Almassy (* 15. Juni 1916 in Wien; † 16. Februar 2009 ebenda; gebürtig Susanne Emilie Henrietta Marie von Almássy) war eine österreichische Schauspielerin.

## Leben
Aus altem ungarischem Militäradel stammend, erhielt sie nach der Matura ihre schauspielerische Ausbildung 1934 bis 1936 an der Staatsakademie für Musik und darstellende Kunst in Wien. Sie gab ihr Debüt 1937 in Minna von Barnhelm. 1937 bis 1939 erhielt sie ein Engagement am Theater Gera, danach spielte sie 1939/40 in Chemnitz. In Hamburg agierte sie 1940 bis 1942 am Thalia Theater und 1942 bis 1944 am Deutschen Schauspielhaus.
1946 kehrte sie nach Wien zurück, wo sie an den Kammerspielen, am Volkstheater, am Theater an der Wien, am Burgtheater und besonders am Theater in der Josefstadt auftrat. Ihre Spezialität war die Darstellung von eleganten Verführerinnen in Boulevardstücken, aber auch in Klassikern und Musicals. Ähnliche Rollen erhielt sie bald auch im Film. Als Frau von Seewald brachte sie 1948 in Der Herr Kanzleirat die von Hans Moser gespielte Titelfigur in Verwirrung, und in Die gestörte Hochzeitsnacht (1950) war sie der Anlass zu jener Störung.
Unter anderem stand sie auch in München, Basel und Zürich auf der Bühne. Bis 1960 spielte sie in Filmproduktionen an der Seite von Stars wie O. W. Fischer, Curd Jürgens und Hans Moser, später war sie in Fernsehrollen zu sehen.
Kammerschauspielerin Susanne von Almassy, die 1970 mit der Kainz-Medaille und 1999 mit dem Österreichischen Ehrenkreuz für Wissenschaft und Kunst I. Klasse ausgezeichnet wurde, war seit 1994 Ehrenmitglied und Doyenne des Theaters in der Josefstadt und mit dem Schauspieler Rolf Kutschera verheiratet.
Susanne Almassy wurde am 25. Februar 2009 auf dem Wiener Zentralfriedhof (Gruppe 40, Nummer 77) in einem ehrenhalber gewidmeten Grab der Stadt Wien beigesetzt.

## Filmografie (Auswahl)
- 1944: Der Engel mit dem Saitenspiel
- 1945: Sag’ die Wahrheit (unvollendet)
- 1948: Der Herr Kanzleirat
- 1950: Gute Nacht, Mary
- 1950: Pikanterie
- 1951: Zwei in einem Auto
- 1953: Briefträger Müller
- 1956: Mein Vater, der Schauspieler
- 1956: Anastasia, die letzte Zarentochter
- 1956: Der Hexer (Fernsehfilm)
- 1956: Stresemann
- 1957: Und das am Montagmorgen (Fernsehfilm)
- 1957: Sissi – Schicksalsjahre einer Kaiserin
- 1958: Penelope oder Die Lorbeermaske (Fernsehfilm)
- 1958: Bühne frei für Marika
- 1960: Die erste Mrs. Selby (Fernsehfilm)
- 1960: Die Rote Hand
- 1964: Eine Frau ohne Bedeutung (Fernsehfilm)
- 1964: Schach der Dame (Fernsehfilm)
- 1965: Geisterkomödie – Eine unwahrscheinliche Komödie
- 1968: Unsere liebste Freundin (Fernsehfilm)
- 1969: Adrienne Mésurat (Fernsehfilm)
- 1969: Das ausschweifende Leben des Marquis de Sade (De Sade)
- 1971: Das Konzert (Fernsehfilm)
- 1971: Emilia Galotti (Fernsehfilm)
- 1971: Was weiß man denn … (Fernsehfilm)
- 1988: Ein Denkmal wird erschossen (Fernsehfilm)
- 1997: Mein Opa und die 13 Stühle (Fernsehfilm)
- 1997: Tatort: Morde ohne Leichen (Fernsehreihe)
- 2000: Vino Santo (Fernsehfilm)